# FKアルマヴィル
FKアルマヴィル（ФК Армавир）は、ロシアのアルマヴィルをホームタウンとするサッカークラブである。

## 歴史
1959年9月15日にFKトルペド (ФК Торпедо) として創設され、1960年に第22回ソビエト連邦選手権のクラスBの第3ゾーンでデビューを飾り、14チーム中7位の成績を残した。1969年秋に解散したが、1988年に再創設され、1990年にソビエト連邦選手権のセカンドリーグでデビューを飾り、13位の成績を残した。
政治的変化により、1992年にロシア・セカンドディビジョンに参加した。1994年からサードディビジョンに参加、1996年からセカンドディビジョンに参加したが、1998年に最下位に終わった後、10年間プロサッカーから離れた。
2008年にアマチュアチームとして3つの大会で優勝、2009年にプロフェッショナル・フットボールリーグ (PFL) の南地域に参加して18チーム中4位の成績を残した。
2014-15シーズンにPFLの南地域で初優勝してフットボール・ナショナルリーグ (FNL) に昇格する権利を獲得したが、資金不足により解散する可能性が報じられた。2015年7月9日にライセンスを取得してFNLへの参加が正式に承認された。2015-16シーズンにFNLから降格した。
2016年6月9日にファン投票によりFKアルマヴィル (ФК Армавир) に改称された。
2017-18シーズンにPFLの南地域で優勝してFNLに昇格した。

## 獲得タイトル
- ロシア・セカンドディビジョン：2回
  - 2014-15, 2017-18